# Montanha do Pico, Prainha e Caveiro - Ilha do Pico
Montanha do Pico, Prainha e Caveiro - Ilha do Pico este o arie protejată (arie specială de conservare — SAC, sit de importanță comunitară — SCI) din Portugalia întinsă pe o suprafață de 8.462,65 ha, integral pe uscat.

## Localizare
Centrul sitului Montanha do Pico, Prainha e Caveiro - Ilha do Pico este situat la coordonatele 38°28′30″N 28°17′30″W / 38.475°N 28.2917°V.

## Înființare
Situl Montanha do Pico, Prainha e Caveiro - Ilha do Pico a fost declarat sit de importanță comunitară în iunie 1995 pentru a proteja 17 specii de plante și 5 specii de animale. Situl a fost protejat și ca arie specială de conservare în iunie 2009.

## Biodiversitate
Situată în ecoregiunea , aria protejată conține 19 habitate naturale: Ape stătătoare oligotrofe până la mezotrofe, cu vegetație de Littorelletea uniflorae și/sau de Isoëto-Nanojuncetea, Lacuri și iazuri distrofice naturale, Iazuri temporare mediteraneene, Râuri de munte și vegetația erbacee de pe malurile acestora, Pajiști macaroneziene cu vegetație endemică, Pajiști alpine și boreale, Tufărișuri termo-mediteraneene și de pre-deșert, Pajiști mezofile macaroneziene, Turbării active, Mlaștini oligotrofe degradate, capabile încă de regenerare naturală, Turbării de acoperire (* exclusiv pentru turbării active), Mlaștini turboase de tranziție și turbării mișcătoare, Pante stâncoase silicioase cu vegetație casmofită, Roci stâncoase cu vegetație pionieră de Sedo-Scleranthion sau Sedo albi-Veronicion dillenii, Peșteri inaccesibile publicului, Câmpuri de lavă și excavații naturale, Mlaștini împădurite, Păduri macaroneziene de dafin (Laurus, Ocotea), Păduri endemice cu Juniperus spp..
La baza desemnării sitului se află mai multe specii protejate:
- plante (17): Ammi trifoliatum, Arceuthobium azoricum, Chaerophyllum azoricum, Culcita macrocarpa, Erica scoparia subsp. azorica, Euphorbia stygiana, Euphrasia grandiflora, Frangula azorica, isoëtes azorica (Isoetes azorica), Lactuca watsoniana, Melanoselinum decipiens, Picconia azorica, Prunus lusitanica subsp. azorica, Sanicula azorica, Scabiosa nitens, Trichomanes speciosum, Woodwardia radicans
- păsări (5): rață pitică (Anas crecca), rață mare (Anas platyrhynchos), Columba palumbus azorica, lișiță (Fulica atra), găinușă de baltă (Gallinula chloropus)

Pe lângă speciile protejate, pe teritoriul sitului au mai fost identificate 47 de specii de plante, 11 specii de păsări, 1 specie de mamifere.